# Імунітет
Імуніте́т (лат. immunitas — «вільний», «захищений») — сукупність захисних механізмів, які допомагають організму боротися з чужорідними чинниками: бактеріями, вірусами, найпростішими, гельмінтами, їхніми токсинами, різноманітними хімічними речовинами тощо.
У вузькому значенні імунітет — несприйнятливість організму до інфекційних та неінфекційних агентів та речовин: бактерій, вірусів, найпростіших, гельмінтів, токсинів, отрут та інших факторів, які чужі для організму. Загалом імунітет — здатність організму підтримувати нормальне функціювання під впливом зовнішніх факторів.
Основна функція імунної системи спрямована на виявлення змін у внутрішньому середовищі організму і усунення їх, тобто імунітет зберігає власну біологічну індивідуальність і сталість внутрішнього середовища. Наука, яка займається вивченням імунної системи називається імунологією.
Імунітет — також здатність живих організмів протистояти дії агресивних агентів, зберігаючи свою цілісність і біологічну індивідуальність. Спадкоємний імунітет обумовлений вродженими здібностями організму. У хребетних і людини є здатність набувати активний імунітет як відповідь на інфекцію, або введення вакцин. Він обумовлений функцією клітин імунної системи, центральне місце серед яких займають лімфоцити, антитіла, тощо. Набутий пасивний імунітет передається дитині з молоком матері або при штучному введенні антитіл.

## Історія
Основоположником вчення про імунітет є Е. Дженнер. Він у 1796 році винайшов спосіб, як запобігти натуральній віспі: для цього він зробив надріз елемента висипу коров'ячої віспи, вийняв її вміст і через надріз ввів хворому восьмирічному Джеймсу Фіппсу. У 1798 році, Дженнер опублікував свої дослідження із профілактики натуральної віспи, і ввів новий термін «вакцинація», що походить від лат. Vacca — корова. І. Мечников сформулював клітинну теорію імунітету і відкрив фагоцитоз.
Із винайденням Левенгуком мікроскопа, завдяки якому, людство побачила мікроскопічних організмів, невидимих неозброєним оком. Але все ще не було доведено, що ці мікроорганізми можуть бути причиною захворювання. Так тривало, допоки Луї Пастер не розвинув мікробну теорію захворювання. Також Пастер винайшов спосіб стерилізації, який називають пастеризацією.
З середини 20-х років почалося самостійний розвиток імунології — науки, що вивчає захисні реакції організму. 

## Види
Розрізняють природжений і набутий імунітет. Вроджений імунітет передається спадково, як й інші генетичні ознаки. Набутий імунітет (може бути активно або пасивно набутим) виникає внаслідок перенесеної інфекційної хвороби або вакцинації і спадково не передається.
- Природжений (видовий, вроджений, спадковий) імунітет — це неспецифічна резистентність, що властива тому чи іншому виду тварин, у тому числі людині, і передається спадково з покоління в покоління[5]. Видовий імунітет проявляється в тому, що людина не хворіє на чуму собак, інфекційну анемію коней, чуму рогатої худоби або холеру курей, а тварини не хворіють на шигельоз, черевний тиф, сифіліс, кір, гонорею тощо. Збудники інфекцій потрапляючи у чужий організм не витримують його умов (температура, pH середовища, біохімічні процеси) або не мають рецепторів до клітин цього організму. Внаслідок цього, мікроби виводяться із організму в тому ж вигляді, в якому вони потрапили, не завдаючи організмові ніякої шкоди.

Видовий імунітет залежить від фізіологічних та біологічних особливостей організму, який сформувався у процесі еволюції, мінливості або генетичної адаптації до умов навколишнього середовища.
- Набутий імунітет формується у процесі онтогенезу макроорганізму і характеризується високою специфічністю. Набутий імунітет, через свою специфіку, ще поділяється на:

1. Набутий природний активний імунітет виникає після перенесення хворим хвороби і може тривати від декількох років до кінця життя, тобто він є або стійким, або нестійким;
2. Набутий природний пасивний імунітет передається від матері дитині через плаценту або через грудне молоко (материнський імунітет). Він нетривалий, зберігається до 5 — 6-місячного віку дитини і захищає не від усіх інфекцій, наприклад, він не захищає від грипу або туберкульозу;
3. Штучний активний імунітет формується через 1 — 2 тижні після введення вакцини (поствакцинальний) і зберігається протягом декількох років (так після введення черевнотифозної вакцини — 1 рік; вакцини проти гепатиту А — 20 років);
4. Штучний пасивний імунітет формується одразу після введення сироватки чи імуноглобулінів (постсироватковий) і зберігається протягом 4 — 6 тижня.